# Benny Fiedler

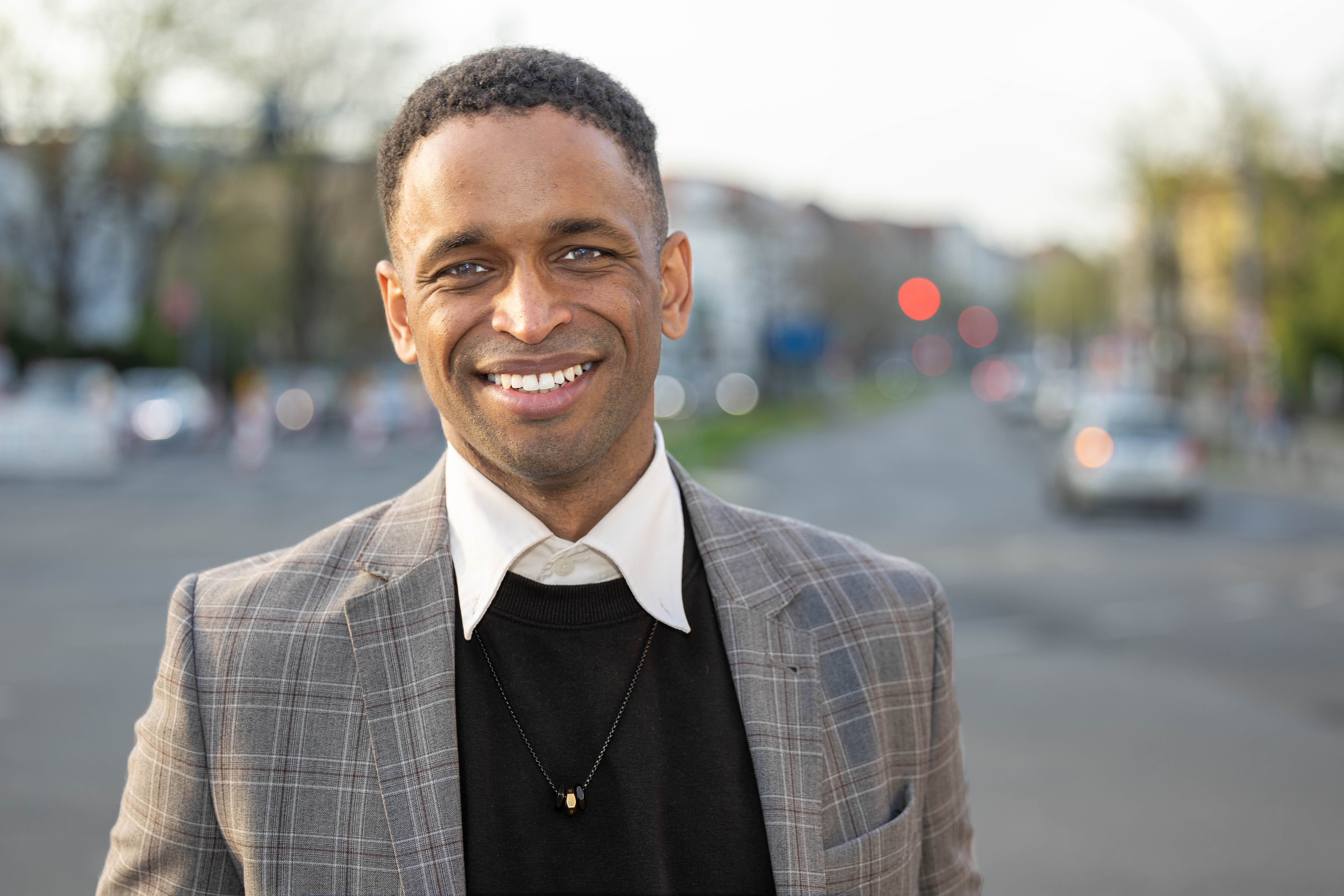

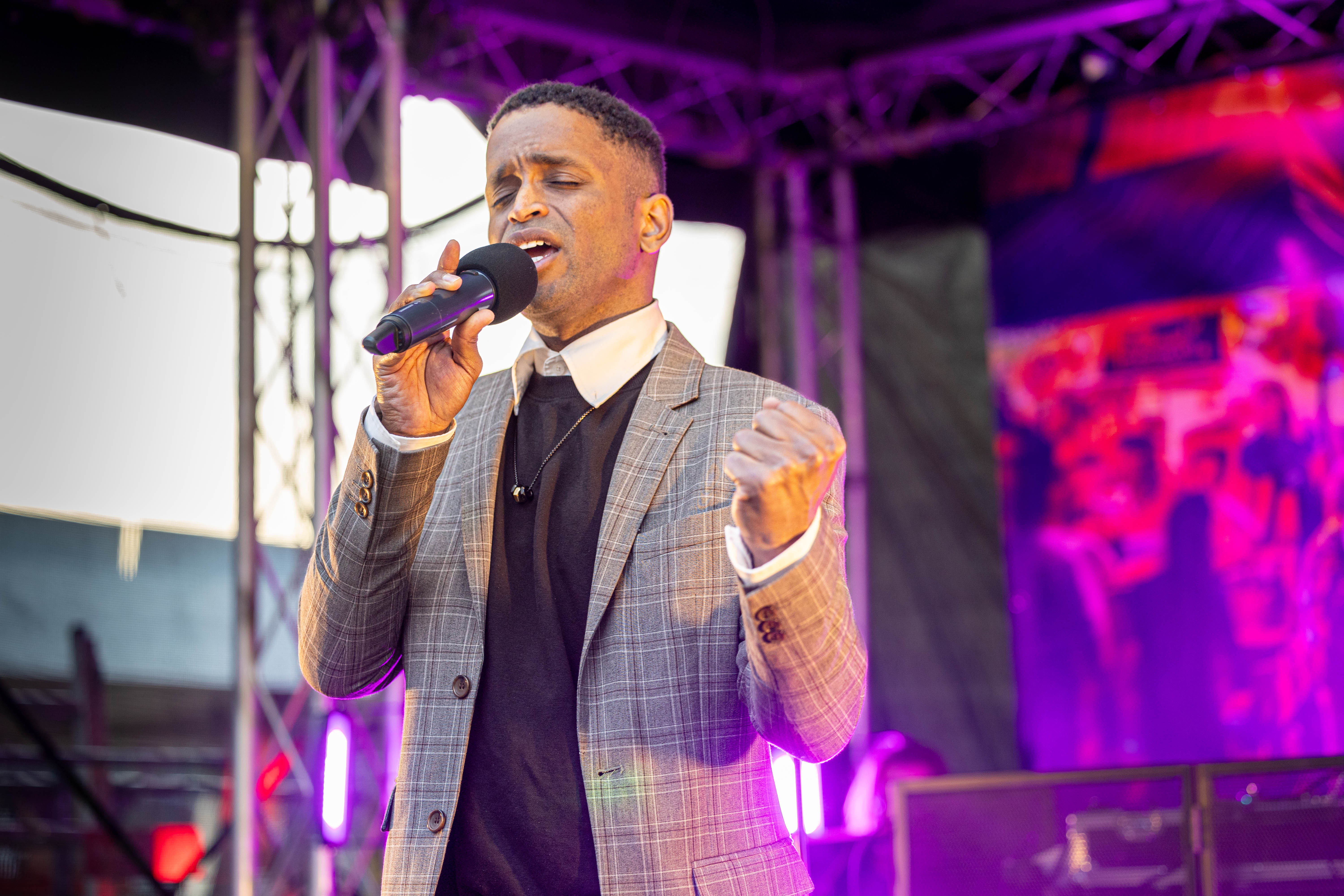
Benny Fiedler – Konzert Berlin 2024

Benjamin Louis Fiedler (* in Berlin) ist ein deutscher Popsänger, der durch die Casting-Show The Voice of Germany bekannt wurde.

## Biografie
Mit 13 Jahren begann der aus Hildesheim stammende Fiedler eine klassische Gesangsausbildung und besuchte später die Berufsfachschule für Popularmusik in Hamburg. Er spielt Klavier und Gitarre und ist als Solomusiker in Berlin aktiv.
2007 nahm er erstmals an einer Casting-Show teil, schied aber in der sechsten Popstars-Staffel frühzeitig aus. Beim neuen Format The Voice of Germany nahm er 2012 einen zweiten Anlauf. In der aufgezeichneten Battle Round setzte er sich gegen Ken Miyao durch, der neun Jahre zuvor mit der Band Overground bereits bei Popstars gewonnen hatte. In seiner ersten Liveshow trat er dann mit dem Lied Eiserner Steg von Philipp Poisel an und wurde von Coach Rea Garvey in die nächste Runde gewählt. Direkt im Anschluss an die Show gab es die Beiträge auch als Download bei den Internet-Musikanbietern. Dabei erreichte Fiedler mit Platz 25 in Deutschland die beste Platzierung aller Kandidaten. Seine Liedwahl sorgte sogar dafür, dass das Original von Poisel auf Platz 4 der Charts sprang und damit seine beste Platzierung erreichte. In Österreich und der Schweiz debütierte Poisels Lied und auch Fiedler platzierte sich als einziger Teilnehmer in beiden Ländern.
In der nächsten Runde versuchte Fiedler es mit ähnlicher Musik und nahm sich Wenn Worte meine Sprache wären von Tim Bendzko vor. Trotz des Verkaufserfolgs scheiterte er erneut beim Anrufer-Voting und auch Rea Garvey half ihm diesmal nicht weiter, so dass er noch vor dem 12er-Finale ausschied.

## Diskografie
Lieder
- Eiserner Steg (2012)